# 993

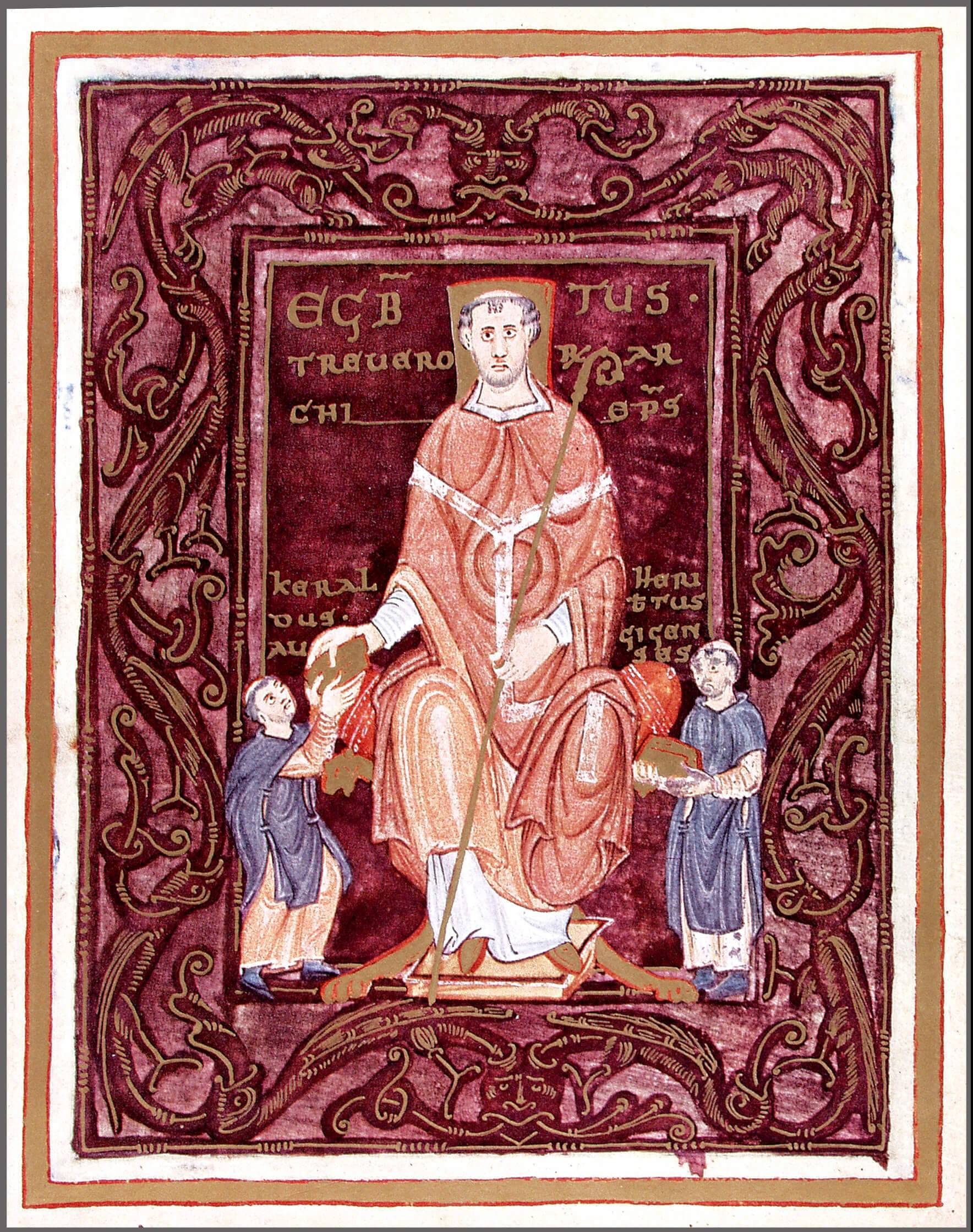
Aartsbisschop Egbert van Trier (950 - 993)

Het jaar 993 is het 93e jaar in de 10e eeuw volgens de christelijke jaartelling.

## Gebeurtenissen
- Voorjaar - De 12-jarige koning Otto III geeft in Essen het Zwaard van de Heiligen Cosmas en Damian (ook bekend als het "Zwaard van Essen") cadeau aan het Sticht Essen. Het zwaard symboliseert het martelaarschap van de tweelingbroers Cosmas en Damianus, de beschermheiligen van de stad.[1]
- De Chola veroveren Ceylon. De hoofdstad wordt verplaatst van Anuradhapura naar Polonnaruwa, en Anuradhapura wordt uiteindelijk verlaten.
- De Kitans van de Liao-dynastie invaderen het Koryo-koninkrijk in Korea. De Koryo bieden echter zware tegenstand, en het komt tot een verdrag, waarbij Koryo een gebied van 150 km ten oosten van de Yalu ontvangt, en belooft zijn verbond met de Song-dynastie te beëindigen.
- 18 september - Slag bij Winkel: Graaf Arnulf van Gent wordt bij het dorp Winkel verslagen door de West-Friezen. Tijdens de veldslag sneuvelt Arnulf, hij wordt opgevolgd door zijn zoon Dirk III. Vanwege de jonge leeftijd van Dirk wordt zijn moeder Lutgardis van Luxemburg als regentes aangesteld.[2]
- 3 februari - Paus Johannes XV vaardigt een decreet uit waarin hij wijlen bisschop Ulrich van Augsburg (of Uodalricus) heilig verklaard. Dit is de eerste keer dat iemand heilig verklaard wordt in de geschiedenis van de Katholieke Kerk.
- Rudolf III volgt zijn vader Koenraad III op als koning van Bourgondië.
- Hertog Willem IV van Aquitanië treedt af en trekt zich terug in een klooster. Zijn zoon Willem V volgt hem op.
- Graaf Willem I van Provence doet troonsafstand en trekt zich terug in een klooster. Zijn zoon Willem II volgt hem op.
- De Zweedse koning Erik Segersall laat zich naar verluidt tijdens zijn verblijf in Denemarken dopen, maar keert na terugkomst in Zweden weer geheel terug naar het heidendom. (jaartal bij benadering)
- Boleslav II van Bohemen sticht het benedictijnse Břevnovklooster in Praag.
- Het oorspronkelijke mausoleum van de sjiitische imam Reza in Mashhad wordt verwoest door de Ghaznaviden-sultan Sabuktagin.
- Eerste schriftelijke vermeldingen van Hillegersberg, Potsdam en Ruzyně.

## Overleden
- 18 september - Arnulf van Gent, graaf van Holland (r. 988 - 993)
- 19 oktober - Koenraad I, koning van Bourgondië (r. 937 - 993)
- 8 december - Egbert, aartsbisschop van Trier (r. 977 - 993)
- Willem I ("de Bevrijder"), graaf van Provence (r. 968 - 993)